# Lauri Reitz
Lauri Reitz, född 9 mars 1893 i Valkeala i Kymmenedalen, död 1959, var en finländsk byggmästare och konstsamlare.

## Biografi
Lauri Reitz far var järnvägstjänsteman och hans mor sömmerska. Han utbildade sig till byggmästare vid Helsingfors industriella skola med examen 1914. Han blev egen byggmästare 1921 och grundade 1928 det egna företaget Byggnadskontoret Lauri Reitz Oy.
Han uppförde 1927–1952 ett tjugotal flervånings bostadshus, samt villor och andra byggnader i och runt Helsingfors. Inte minst var han aktiv i Tölö i Helsingfors stad, som byggdes upp under 1930-talet. Flera stora bostadshus ritades av  Jalmari Peltonen.
Lauri Reitz gifte sig år 1922 med Maria Lindholm (1891–1971). Paret fick sonen Lasse Reitz (1924–1966).
Lauri Reitz samlade främst under 1930-talet konst och antikviteter. Reitz stiftelses konstsamlingar gjordes 1972 tillgängliga för allmänheten i familjen Reitz tidigare hem vid Apollogatan 23 i Tölö i Helsingfors, efter makan Marias död.